# Oliver Driesen

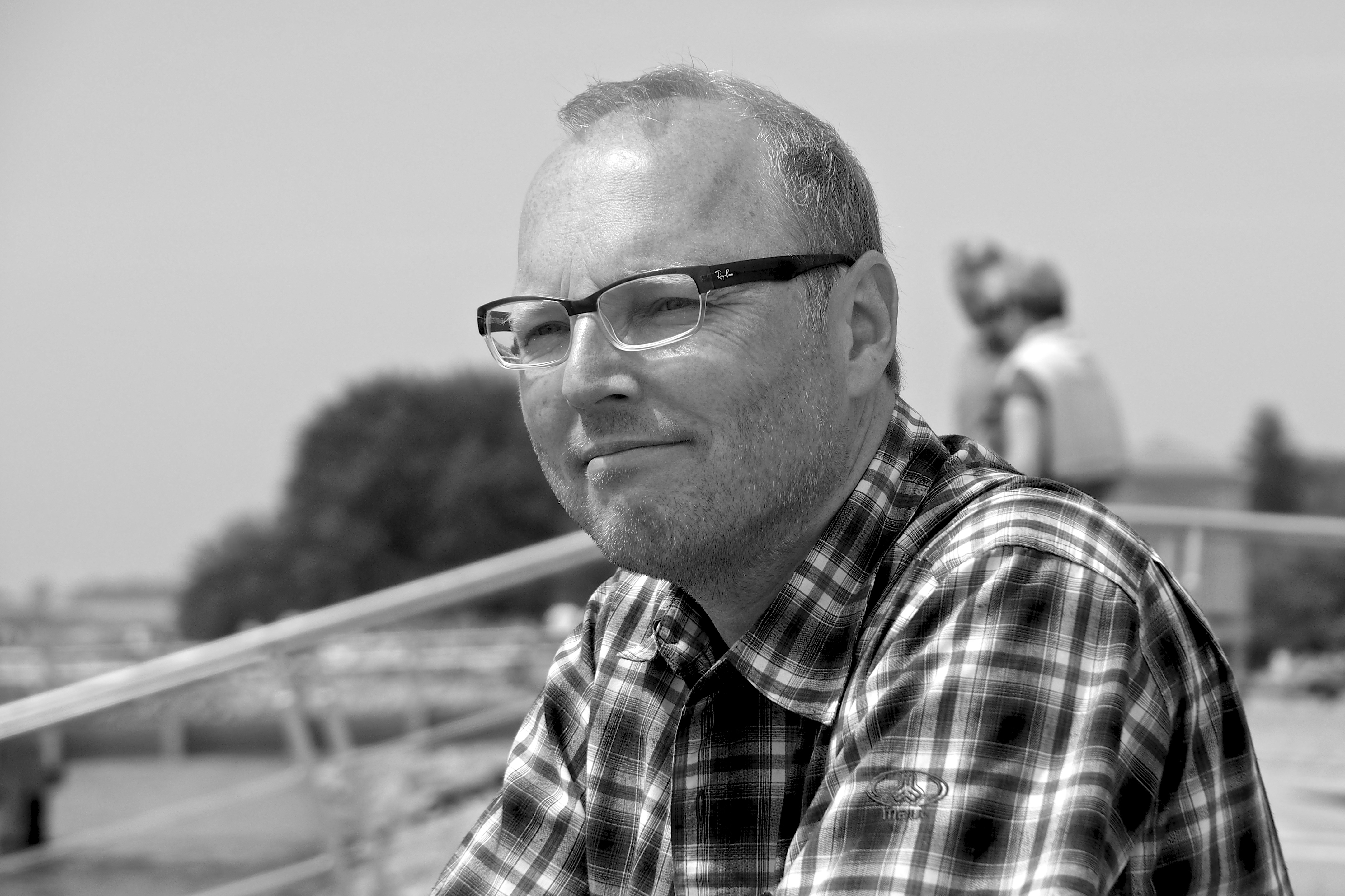
Oliver Driesen, 2014

Oliver Driesen (* 1. Mai 1966 in Düsseldorf) ist ein deutscher Wirtschaftsjournalist, Sachbuchautor und Schriftsteller.

## Leben
Nach einem Volkswirtschaftsstudium an der Universität Köln und der London School of Economics arbeitete Driesen zunächst als freier Wirtschaftsjournalist u. a. für den WDR, den Deutschlandfunk, den Spiegel oder die Wirtschaftswoche. Anfang 2001 ging er als Redakteur der Wochenzeitung Die Woche nach Hamburg. Nach der Einstellung des Blattes 2002 folgte ein Intermezzo als Redakteur beim Wirtschaftsmagazin brand eins. Seit 2003 arbeitet Driesen wieder freiberuflich als Autor und leitender Redakteur im Auftrag von Verlagen, Agenturen und Unternehmen. Das Magazin „concepts“ des Baukonzerns Hochtief, das er bis 2014 elf Jahre lang als Chefredakteur betreute, erhielt unter seiner redaktionellen Leitung viermal die Auszeichnung Best of Corporate Publishing in Gold.
2005 erschien Driesens erstes Sachbuch im Verlag Hoffmann und Campe. Als Buchautor spezialisierte er sich zunächst auf Unternehmensgeschichten und Unternehmerbiographien, unter anderem über die deutschen Stahlunternehmer Willy Korf und Jürgen Großmann. Über Driesens Geschichte des Hamburger Hafens im Spiegel der Globalisierung, „Welt im Fluss“, bemerkte die FAZ: „Ohne Beschönigung beschreibt der Autor Hafenbetrieb und HHLA-Entwicklung zu Zeiten des Nationalsozialismus“. Für die von Werner Müller herausgegebene Sachbuchreihe „Unter uns. Die Faszination des Steinkohlenbergbaus in Deutschland“ besorgte er auf Seiten der Agentur Bissinger Plus die Redaktionsleitung.
Im Jahr 2016 veröffentlichte Driesen sein erstes belletristisches Werk. In dem satirischen Roman „Wattenstadt“ beschreibt er einen Kampf der Kulturen zwischen den Bewohnern einer Hallig und einem ortsfremden Unternehmer. Die Lübecker Nachrichten urteilten: „Ein mit viel Witz erzählter, kurzweiliger Roman“. Für seine Erzählung Borowiaks Suppe wurde Driesen 2018 mit einem der beiden Förderpreise des Literaturpreises Ruhr ausgezeichnet. 2019 erschien Driesens zweiter Roman Schalttagskind, in dem er eine Alternativweltgeschichte um den verhinderten Untergang der Titanic entwirft.
Im September 2021 brachte der Hamburger Charles-Verlag den ursprünglich als Selbstpublikation erschienenen Erstlingsroman „Wattenstadt“ erstmals in einer Verlagsausgabe heraus.
Driesen ist außerdem als Ghostwriter für Prominente aus Wirtschaft und Gesellschaft tätig und betreibt u. a. seit 2021 das zeit- und gesellschaftskritische Blog-Magazin „TWASBO“.

## Werke (Auswahl)
- Der Feuermacher. Willy Korf, Stahl-Rebell aus Leidenschaft (Sachbuch, 2005) ISBN 978-3-455-09504-3.
- Schwarz wie Schlacke, rot wie Glut. Die erstaunliche Geschichte der Georgsmarienhütte und ihrer Unternehmensgruppe (Sachbuch, 2006) ISBN 978-3-455-50004-2.
- Welt im Fluss. Hamburgs Hafen, die HHLA und die Globalisierung (Sachbuch, 2010) ISBN 978-3-455-50139-1.
- Enterprise 2.0 – Wie das soziale Web Unternehmen und Märkte revolutioniert (Hörbuch, 2011) ISBN 978-3-86793-407-7.
- Schalttagskind. Jeder Kurs ist korrigierbar. (Roman, 2019) ISBN 978-3-948218-05-8.
- Wattenstadt (Roman, 2021), ISBN 978-3-948486-28-0.